# Златни орао (Русија)
Златни орао (рус. премия Золотой Орёл) је награда коју додељује Национална академија филмске уметности и науке Русије за признање изврсности професионалаца у филмској индустрији, редитеља, глумаца и писаца. По узору на доделу америчких награда Златни глобус, свечана церемонија на којој се додељују награде је једна од најистакнутијих церемонија доделе у Русији, поред награде Ника.
Национална руска награда се додељује у 20 категорија сваког јануара за филмове и ТВ серије произведене у Русији током претходне године. Статуета за доделу награда је сребрни орао, оригинално израђен од бакра са постољем од жада, а дизајнирао ју је вајар Виктор Митрошин. Дизајн је касније изменила шпанска компанија Carrera y Carrera. Награду је осмислио Никита Михалков као противтежу награди Ника која је основана 1987. године и коју води Руска академија кинематографских уметности и наука у Москви.

## Историја
Награду Златни орао основала је 4. марта 2002. године Национална академија филмске уметности и науке Русије. На XXIV Московском међународном филмском фестивалу 26. јуна 2002. године, Златни орао је званично инаугурисан од стране Националне академије кинематографских наука. Победници су били Андреј Тарковски, Џорџ Жјонов, Фјодор Хитрук, Татјана Самојлова, Мишел Легран и Бернардо Бертолучи. Награду Златни орао креирао је филмски редитељ Никита Михалков након доделе Златног глобуса као противтежу награди Ника, коју је установила 1987. године и води Руска академија кинематографских уметности и наука у Москви.
Дана 20. септембра 2002. године, проглашење првих номинованих одржано је на конференцији за штампу у Унији кинематографа. Међутим, свечаност у биоскопу, заказана за 27. септембар 2002. године, пребачена је у вези са смрћу Сергеја Бодрова млађег и његове екипе, који су погинули у Кармадонској клисури. Као резултат тога, прва церемонија доделе награда одржана је 25. јануара 2003.

## Дизајн
Првобитно, статуа "Златни орао" је направљена од бакра са златном легуром око ње, а постоље од жада. Направио га је вајар Виктор Митрошин, али га је касније изменила шпанска компанија Carrera y Carrera, са седиштем у Мадриду. Људи осам различитих професија, укључујући дизајнера и полирача, производе сваки примерак за око 55 сати.

## Категорије
Награда Златни орао се састоји од 20 награда за заслуге за филмове из претходне године, као и почасних награда за животно дело.
| - Најбољи играни филм - Најбољи ТВ филм или мини-серију - Најбоља телевизијска серија - Најбољи документарац - Најбољи анимирани играни филм - Најбољи режисер - Најбољи сценарио - Најбоља глумица на филму - Најбоља глумица на телевизији - Најбољи главни глумац | - Најбољи глумац на телевизији - Најбоља споредна глумица - Најбољи споредни глумац - Најбоља кинематографија - Најбоља уметничка режија - Најбољи дизајн костима - Најбоља музика - Најбоља филмска монтажа - Најбољи инжењер звука - Најбољи филм на страном језику |